# Étampes
Étampes este o comună franceză situată în departamentul Essonne, în regiunea Île-de-France.
Oraș regal fortificat încă din Evul Mediu, comitat și pairie devenite ducat, oferit ca apanaj succesiv pentru trei favorite, Étampes este membră a labelului „Orașe și ținuturi de artă și istorie”. Întotdeauna principalul centru urban al regiunii Étampois, se află la limita aglomerației pariziene și a marilor câmpii ale Beauce. Principalul oraș din sudul departamentului Essonne, nod de comunicații, exercită o influență economică și culturală asupra tuturor satelor învecinate și marchează, pe ruta națională 20, intrarea sudică în regiunea Île-de-France, așa cum altădată marca intrarea în domeniul regal. Străbătut de numeroase cursuri de apă, a fost uneori supranumit „Mica Veneție” datorită vechilor canale care alimentau cele treizeci și două de mori. Într-o scrisoare adresată fiicei sale Léopoldine, datată 22 august 1834, Victor Hugo îl descria astfel: „Étampes este un turn mare, zărit în dreapta, în amurg, deasupra acoperișurilor unei străzi lungi.” Comună cu un farmec bine păstrat, a servit drept decor pentru diverse opere cinematografice.

## Geografie

### Localizare
Étampes este situat la extremitatea sudică a aglomerației pariziene, la porțile nordice ale regiunii naturale Beauce, în valea și pe versanții râului Juine, pe un teren cu altitudini cuprinse între 66 și 156 de metri. Orașul se află pe straturi de argilă în partea joasă a văii și pe nisip ce acoperă gresia pe platouri. Formațiunile nisipoase din împrejurimi adăpostesc mai multe situri fosilifere, care au servit drept referință pentru Alcide d'Orbigny în definirea unui etaj geologic numit stampian (de la Stampae, denumirea latină a orașului Étampes).
Comuna ocupă o suprafață de 4.092 de hectare, având schematic forma literei „T”, al cărui picior este orientat spre sud-vest, cu o lungime de 9,3 kilometri și o lățime de 14 kilometri. Terenul este predominant ocupat de exploatații agricole și păduri, care se întind pe 3.731,02 hectare, reprezentând 81 % din suprafața totală a comunei.
Orașul este situat la intersecția a două axe importante de comunicație: ruta națională 20, care îl traversează de la nord la sud pe întreaga sa suprafață, și ruta națională 191, devenită RD 191, care îl traversează de la vest la est. În paralel cu ruta națională 20, pe partea de vest, trece linia feroviară utilizată de linia C a RER, care deservește două gări: gara Étampes și terminusul Saint-Martin-d'Étampes.
Situată în partea de sud a departamentului, Étampes se află la 50 km sud-sud-vest de Paris-Notre-Dame, punctul zero al drumurilor din Franța, 31 km sud-vest de Évry, 15 km sud-vest de La Ferté-Alais, 15 km sud-est de Dourdan, 19 km sud-vest de Arpajon, 23 km nord-vest de Milly-la-Forêt, 25 km sud-vest de Montlhéry, 31 km sud-vest de Corbeil-Essonnes, 32 km sud de Palaiseau, 49 km est de Chartres și 62 km nord-est de Orléans.

### Comune limitrofe
| Boissy-le-Sec Boutervilliers   | Brières-les-Scellés | Morigny-Champigny                       |
| Chalo-Saint-Mars Saint-Hilaire |                     | Morigny-Champigny La Forêt-Sainte-Croix |
| Guillerval                     | Saclas              | Ormoy-la-Rivière                        |

### Geografie și relief
Relieful din Étampes variază între 66 de metri, măsurați în centrul orașului, în apropierea râului Étampes, și 156 de metri, înregistrati pe platou, în apropierea cătunului La Montagne. Cea mai mare parte a comunei este construită în valea adâncită a râului Juine. Două platouri, utilizate în principal pentru terenuri agricole, sunt situate la nord-vest și sud-est de centrul orașului. La sud de insula de agrement, relieful continuă cu o ridicare în apropierea cătunului Les Hauts Carnaux, situat parțial pe teritoriul comunei învecinate Ormoy-la-Rivière.
Studiul subsolului caracteristic al comunei în secolul al XIX-lea a condus la denumirea perioadei Stampian (între 34 și 28 de milioane de ani). Acesta conține în special un strat de calcar de Étampes, în care sunt încorporate fosile de microorganisme și vegetație, acoperit de nisip de Fontainebleau și sprijinit pe un strat de argilă cu silex și creta impermeabilă.
Transgresiunea marină din această regiune, legată de distensiunea oligocenă, s-a dezvoltat în perioada Stampian, printr-o succesiune laterală de facies litologice, trecând de la aflorimente de calcare marnice la falunuri. Ulterior, sedimentarea s-a manifestat printr-un depozit nisipos, Nisipurile de Fontainebleau, cu o grosime de aproximativ 50 m (atingând o putere maximă de 70 m în regiunea Trappes, Orsay și Étampes). Această perioadă se caracterizează prin sedimente marine de origine detritică, depuse sub un climat cald (mediteranean până la subtropical), provenite din eroziunea nivelurilor nisipoase eocene abundente pe țărmurile nordice ale Bazinului Parisian.
Depunerea acestor nisipuri a început într-un mediu marin de tip estran și s-a încheiat într-un mediu continental, prin formarea dunelor eoliene. Conform modelului de gresificare al lui Thiry, aceste nisipuri, spălate de circulația unei pânze captive, au suferit decarbonatare, eliberând silice dizolvată de aceste ape subterane. Acest proces a condus la formarea, în partea superioară, a unor lentile de gresii, dispuse în benzi înguste orientate WNW–ESE.
Gresiile de Fontainebleau se dezvoltă în general în partea superioară a masei de nisip, transformându-se treptat în dale de gresie, observabile astăzi pe platourile și haosurile din pădurea Fontainebleau, de exemplu.
Când marea stampiană s-a retras la sfârșitul Oligocenului, a lăsat în urmă un mare lac, întins de la Orléanais până în Normandia, în care s-au depus calcare lacustre (calcar de Étampes, calcar de Beauce), până în perioada Aquitaniană. Umplerea acestui lac a condus la formarea unei mase calcaroase, care poate atinge 30 m grosime în regiunea Étampes, prezentând mai multe tipuri de facies, atât lateral, cât și vertical:
- banci compacte și omogene,
- calcare brecice cu straturi de calcar rubanat (croûtes alguaires),
- calcar marno-cretos moale,
- calcar vermiculat,
- calcar dur, bej, silicios, transformat în meulière odată cu secarea lacului Beauce.

După formare, calcarul a suferit un proces de carstificare, care a generat numeroase conduite, doline și peșteri, ulterior umplute cu materiale detritice. Depozitele cuaternare au modelat peisajele actuale. În perioadele periglaciare, heads (depozite argiloase) s-au acumulat pe reliefuri, în timp ce vânturile reci au depus un strat gros de loess pe platouri.
Alternanța dintre platourile fertile, favorabile agriculturii cerealiere, și văile verzi este o caracteristică a regiunii. Valea Juine, la nivelul Étampes, reflectă această istorie geologică: depozitele cuaternare sunt reprezentate de aluviuni nisipo-argiloase, care acoperă fundul văii și se sprijină pe un strat de turbă. Versanții sunt alcătuiți din nisip fin sau nisip cu cochilii, iar platoul superior este constituit din calcar.

### Hidrografie

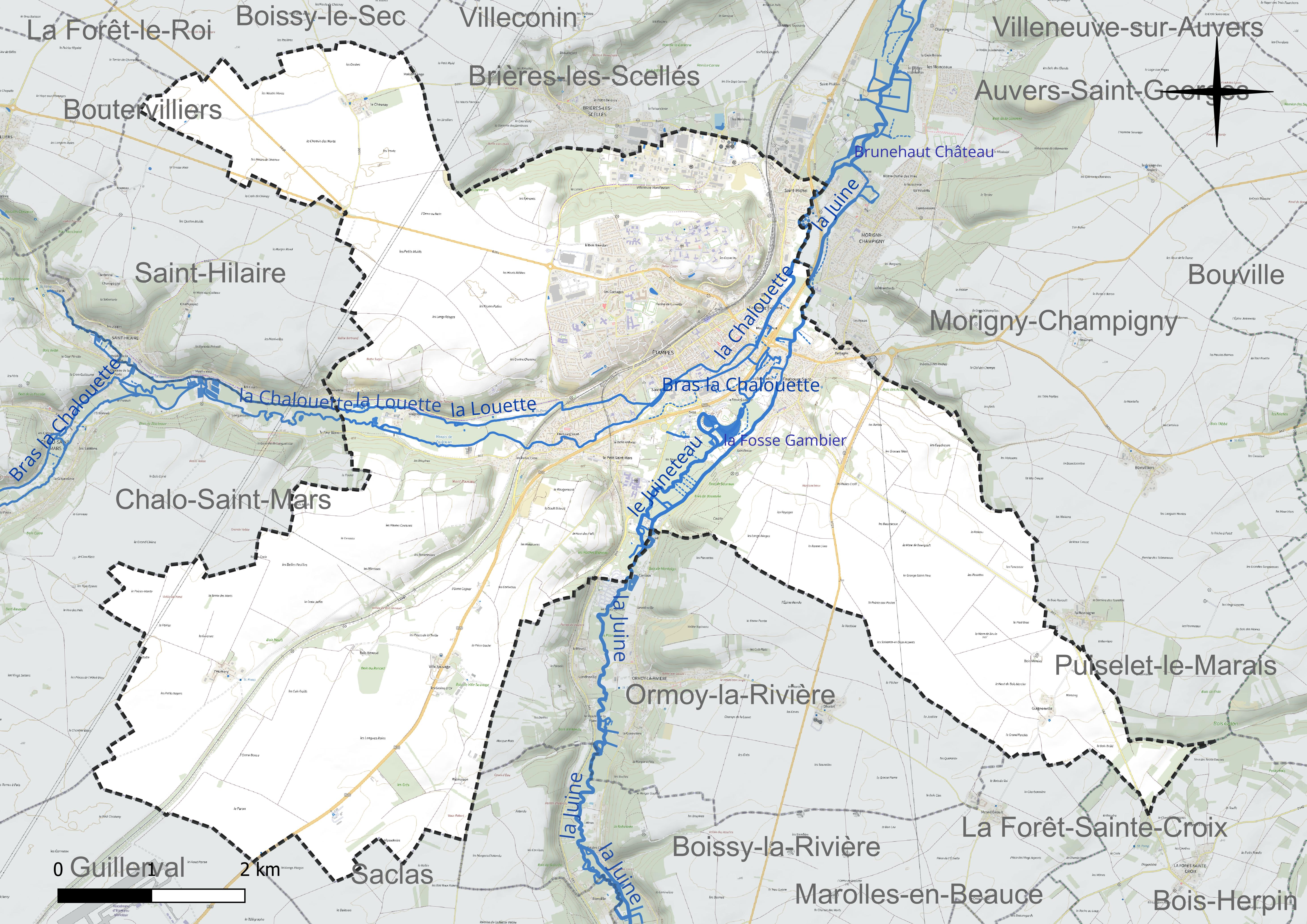
Hartă hidrografică a comunei.

Comuna este traversată de râul Juine și de o întreagă rețea de ape forțate, creată în jurul anului 1000 pentru a pune în mișcare roțile morilor care au constituit sursa sa de prosperitate până în secolul al XIX-lea. Apele râurilor Louette și Chalouette, afluenți ai Juine, au fost reunite la nivelul zonei Portereaux pentru a forma ceea ce a fost numit râul Étampes, care traversează centrul orașului. Aici, i se alătură apele Juineteau, divizat artificial în șapte brațe, dintre care patru poartă numele de râul Arche, pârâul Guillerval, pârâul Filature și pârâul Filière, acestea drenând o zonă care a fost odinioară mlăștinoasă. Juineteau traversează, de asemenea, cartierul Saint-Pierre, unde irigă grădini.
Étampes avea șaisprezece mori de grâu (alimentate de cerealele provenite din câmpia Beauce), o moară de postav, una de piele de căprioară, una pentru tanin, două tăbăcării pentru piele groasă și vițel, o tăbăcărie pentru mănuși și o manufactură de piele de căprioară, destinată prelucrării produselor obținute din turmele de oi din Beauce (lână, piele). Étampes era renumit pentru calitatea mănușilor sale.

### Climă
În 2010, clima comunei este de tipul climatului oceanic degradat al câmpiilor din Centru și Nord, conform unui studiu al Centrului Național de Cercetare Științifică (CNRS) pe baza unui set de date care acoperă perioada 1971-2000. În 2020, Météo-France a publicat o tipologie a climatului pentru Franța metropolitană, în care comuna este expusă unui climat oceanic și se află în regiunea climatică Sud-vest a bazinului Parisian, caracterizată printr-o ploaie redusă, în special primăvara (120-150 mm) și un iarnă rece (3,5 °C).
Pentru perioada 1971-2000, temperatura anuală medie este de 11,2 °C, cu o amplitudine termică anuală de 15,5 °C. Cumulul anual mediu de precipitații este de 662 mm, cu 10,7 zile de precipitații în ianuarie și 7,6 zile în iulie. Pentru perioada 1991-2020, temperatura medie anuală observată la stația meteorologică Météo-France cea mai apropiată, situată în comuna Dourdan la 15 km distanță, este de 11,3 °C, iar cumulul anual mediu de precipitații este de 655,5 mm.
Parametrii climatici ai comunei au fost estimați pentru mijlocul secolului (2041-2070) conform diferitelor scenarii de emisie de gaze cu efect de seră, bazate pe noile proiecții climatice de referință DRIAS-2020. Aceștia pot fi consultați pe un site dedicat publicat de Météo-France în noiembrie 2022.

## Urbanism

### Tipologie
La 1 ianuarie 2024, Étampes este clasificată drept centru urban intermediar, conform noii grile comunale de densitate cu șapte niveluri definită de INSEE (Institutul Național de Statistică și Studii Economice) în 2022. Ea aparține unității urbane Étampes, o aglomerație intra-departamentală care reunește trei comune, dintre care este orașul-centru.  În plus, comuna face parte din aria metropolitană a Parisului, fiind una dintre comunele de la periferie, această zonă reunind 1.929 de comune.

### Căi de comunicație și transporturi

#### Infrastructuri rutiere
Comuna este deservită de drumul național 20, care permite accesul rapid la Paris, prin Porte d'Orléans, sau, mai aproape, la Francilienne, situată la 23 kilometri spre nord. Drumul național 191, devenit RD 191, care traversează centrul orașului, funcționează ca o mare centură pentru regiune și oferă legături către autostrada A10, aflată la 19 kilometri spre vest, A11 și drumul național 10, la 26 kilometri spre vest, și autostrada A6, la 27 kilometri spre nord-est. Drumurile departamentale (foste naționale) 836 și 837, care înconjoară sudul departamentului Essonne, duc, primul, spre Dourdan și Rambouillet, la vest, iar celălalt spre Milly-la-Forêt și Fontainebleau, la est.

#### Transport aerian
Aeroportul Paris-Orly este situat la 36 kilometri spre nord-est și este accesibil cu  RER C, apoi RER B și Orlyval. Aeroportul Paris-Charles-de-Gaulle poate fi accesat utilizând RER C, urmat de RER B. În plus, pe teritoriul comunei vecine Guillerval se află aeroportul Étampes-Mondésir, deschis pentru navigația turistică, dar cu anumite restricții.

## Toponimie
Formele cele mai vechi ale localității corespund teritoriului denumit „pays d’Étampes” sau „Étampois” : pago Stampensi vel Carnoteno în anul 587, sitam in territorio Stapense … sitam in Stampense, in territorio Stampense în anul 615.
Numele târgului Étampes este atestat începând cu secolul al VII-lea prin inscripții pe monede merovingiene: Stampas (642-658), Stampae (secolul al VII-lea), Castellum Stampis (secolul al XI-lea), Stampae Vetulae (1046), Stampas (1073), Veteres Stampas (1085), de Stampis (1182), Stampae (1194), Estampe (1260), Estampes (1370), Étampes sub ducele de Orléans în secolul al XIV-lea, Étampes la Vallée pe clopotul ducelui de Berry de la Notre-Dame în 1401, duché d’Estempes (menționat de Clément Marot) în 1537. Ortografia Étampes pare să se impună începând cu 1711, deși harta lui Cassini menționează încă Estampes în jurul anului 1757, iar Étampes apare definitiv în jurul anului 1850.
Există un consens asupra etimologiei, indicând că Étampes provine dintr-un derivat germanic stampon, de unde derivă germana actuală stampfen („a zdrobi, a călca în picioare, a răsturna”) și franceza veche estamper („a zdrobi, a pisa”). Cu toate acestea, semnificația numelui Étampes rămâne controversată. Unii consideră că ar însemna „(ferme) răsturnate, distruse”, în timp ce alții cred că este mai probabil să desemneze „loc amenajat pentru tăvălugire”, un fel de moară, o „foulerie de grains” (instalație pentru presarea cerealelor) sau un „mare teasc”.

## Istorie

### Antichitate
În epoca galo-romană, Étampes era un târg situat, după estimările actuale, în zona industrială de astăzi. Cimitirul său, aparent cel mai vast cunoscut până în prezent din Île-de-France, a fost identificat în 2006. Încă din secolul al XVII-lea, în această zonă promițătoare pentru arheologie au fost descoperite diverse vestigii. De altfel, săpăturile încă în desfășurare în 2008 au scos la iveală, la Saint-Martin, resturile unei villa rustica galo-romane.

### Evul Mediu

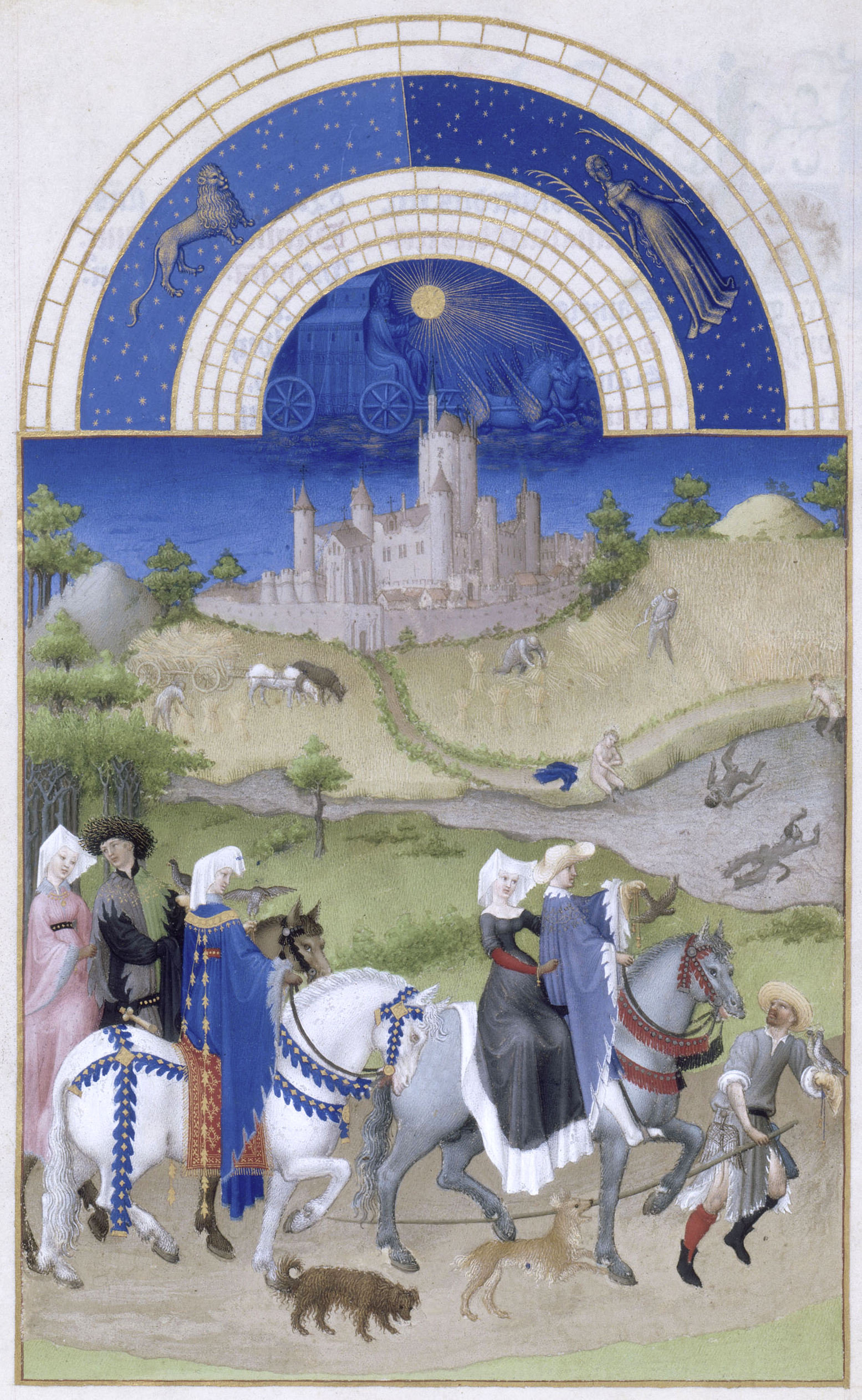
Miniatură de pe folio 8 (verso) al lunii august, extrasă din cartea Les Très Riches Heures du duc de Berry, reprezentând castelul din Étampes în Evul Mediu.

În anul 911, trupele normande ale lui Rollo au devastat orașul. Istoria transferului progresiv al nucleului urban principal în actualul centru al orașului rămâne încă puțin cunoscută. Recent, Bernard Gineste a dezvoltat ipoteza conform căreia biserica Saint-Basile ar fi fost o construcție carolingiană, iar perimetrul fortificației inițiale, castrum, atestat în jurul anului 936, s-ar fi aflat mai jos și ar fi fost încă foarte restrâns la mijlocul secolului al XI-lea. Acesta ar fi cuprins doar câteva cvartale de case între actualele străzi du Petit-Panier, Sainte-Croix, de la Tannerie, Evezard și începutul străzii du Renard. Săpăturile arheologice efectuate ulterior de INRAP, mai întâi pe locul fostului Hôtel-Dieu, apoi pe strada République, sub coordonarea lui Xavier Peixoto, au confirmat aceste ipoteze, bazate pe studiul unui document din 1046, important pentru istoria orașului.
Helgaud de Fleury, prieten și biograf al regelui Robert cel Pios, îi atribuia acestui monarh și soției sale, Constance de Arles, construirea unui palat în acest castrum, precum și a unei colegiale deservite de doisprezece canonici, numită Notre-Dame. Totuși, se pare că această din urmă fundație a fost mai ales opera nobilimii locale. În acea perioadă coexistau două orașe: Estampes-le-Châtel și Estampes-les-Vieilles.
La fel ca bunicul său Robert, Filip I poposește de mai multe ori la Étampes. În timpul iernii din 1079, în timp ce se află acolo, încearcă să-și impună autoritatea asupra lui Hugues du Puiset, care îi persecuta pe clericii din ținutul Chartrain. Însă acest vasal se răscoală și învinge armata regală în apropiere de Puiset, o umilință din care regalitatea nu își revine decât sub domnia următoare, cea a lui Ludovic al VI-lea.

### Războaiele religioase
Pentru apărarea Parisului, locotenentul general al armatei regale, Antoine de Bourbon, instalează o garnizoană la Étampes și organizează rechiziționarea cerealelor din împrejurimi, între aprilie și mai 1562. Acestor rechiziții li se adaugă o recoltă slabă și o epidemie de ciumă care izbucnește în octombrie 1562.
Garnizoana abandonează orașul, care este cucerit de prințul de Condé la 13 noiembrie 1562. Trupele protestante îl ocupă și provoacă numeroase distrugeri, în special în biserici. Totuși, victoria armatei regale în bătălia de la Dreux îi permite ducelui de Guise să asedieze Orléans și să forțeze garnizoana protestantă din Étampes să părăsească orașul la 2 ianuarie 1563, înainte de sosirea sa.
În 1567, în ciuda organizării unei miliții burgheze, contele de Montgomery cucerește orașul după un asalt pe 17 octombrie, în timpul căruia mănăstirea Cordelierilor este incendiată. Totuși, pe 16 noiembrie, tabăra protestantă trebuie din nou să abandoneze orașul, după bătălia de la Saint-Denis. În 1569, regiunea este din nou devastată de mercenarii concediați care se întorc în Germania după bătălia de la Moncontour.
În 1587, orașul formează o ligă catolică care se alătură Sfintei Ligii pe 19 august 1588. Primește atunci o garnizoană a Ligii Catolice, dar este rapid cucerit de cei doi Henric (Henric al III-lea și Henric de Navara) pe 23 iunie 1589, apoi jefuit timp de trei zile. Comandanții armatei interzic violențele asupra locuitorilor, însă acest lucru nu împiedică comiterea unor violuri.
Pe 20 octombrie în același an, membrii Ligii asediază orașul Étampes și pătrund în el pe 23. Mai mulți magistrați catolici sunt apoi masacrați. Însă, pe 5 noiembrie, Henric al IV-lea recucerește orașul fără luptă, deoarece guvernatorul Ligii, contele de Clermont-Lodève, este abandonat de burghezii orașului.
În 1589, la cererea locuitorilor, castelul și fortificațiile sunt demolate.

### De la Frondă la Revoluție

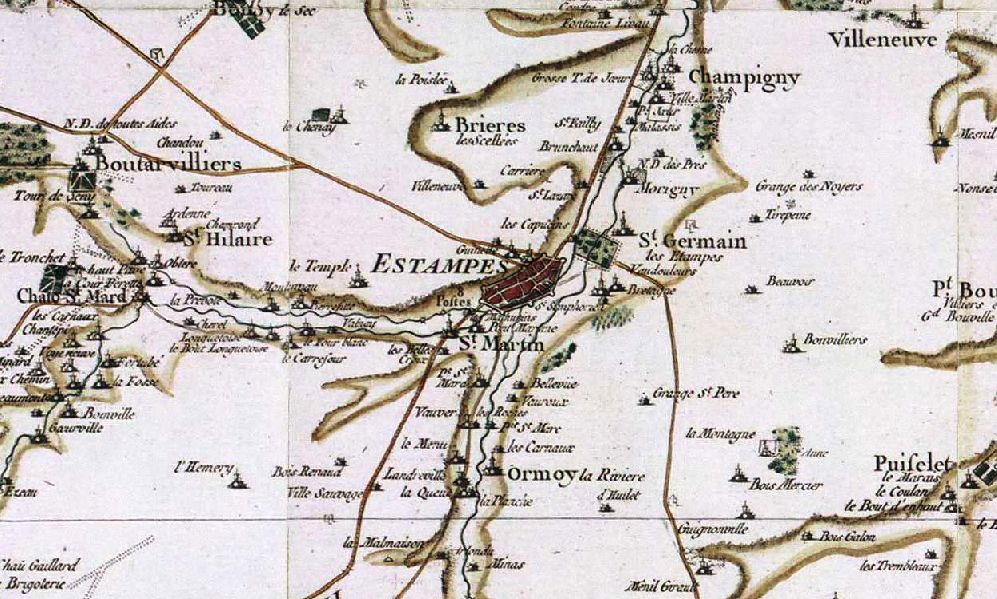
„Estampes” pe harta Cassini (secolul al XVIII-lea).

Orléanais – din care făcea parte Étampes – în limitele sale din secolul al XVIII-lea, alături de comunele și departamentele actuale.

În timpul Frondei, Turenne înfrânge o armată frondistă, lipsită de conducătorul său, Condé, pe 4 mai 1652. Armata regală asediază apoi orașul. În același an, orașul, lovit de ciumă, este ajutat de sfântul Vincențiu de Paul.
În 1712, ducatul revine coroanei.
Un decret din 30 iulie 1767 menționează perceperea dreptului de măsurare a cerealelor pentru călăul din Étampes.

### Revoluția Franceză și Imperiul
Pe 15 martie 1789, adunarea locală îl alege pe Jacques-Auguste de Poilloüe de Saint-Mars drept deputat al nobilimii la Statele Generale.
În 1790, provincia Orléanais este desființată, iar departamentul Seine-et-Oise este creat.
Pe 3 martie 1792, muncitorii, majoritar agricoli, ies în stradă, exasperați de creșterea prețurilor la bunurile de primă necesitate. Această „revoltă a făinii” are un impact puternic asupra Adunării Constituante. De exemplu, prețul unei miche de pain (pâini rotunde) ajunge să depășească jumătate din salariul lor zilnic. Situația s-a schimbat din 1774, când prețul era reglementat de serviciile pentru comerțul cu cereale. Odată ce acest comerț nu mai este supravegheat, devine ținta unor mari speculații. Primarul Jacques Guillaume Simoneau, interpelat de mulțime, este depășit de situație. Declarând că nu poate interveni, este linșat. Acest act provoacă o mare emoție în cadrul Adunării Legislative, care reacționează instituind Sărbătoarea Legii (Fête de la Loi), în amintirea zilei de 3 iunie 1792, ca omagiu adus „martirului” „libertății comerțului”. Poporul resimte însă o mare nedreptate: Declarația drepturilor omului, care ar fi trebuit să le apere interesele, ascunde de fapt o schimbare profundă a valorilor. Se trece de la un stat protector, care îi apăra pe cei săraci în fața comercianților, la un stat care protejează libertatea unei noi clase – comercianții înșiși.

### Epoca contemporană

#### Secolul al XIX-lea
Pe 26 martie 1846 a avut loc inaugurarea liniei de cale ferată Paris-Tours, care lega atunci capitala de Orléans prin Étampes în trei ore și jumătate.
Pe 2 mai 1852 este inaugurat teatrul, finanțat prin contribuții voluntare ale unor donatori privați. În 1859, orașul cumpără ruina donjonului. Iar în 1894 este finalizată construcția azilului pentru bătrâni și a secției de chirurgie.

#### Secolele XX și XXI
În 1905 s-a deschis maternitatea centrului spitalicesc. Pe 22 noiembrie 1907, trei răufăcători atacă, după gara din Étampes, trenul expres nr. 16 care venea de la Toulouse, furând zece mii de franci de aur.
În timpul Primului Război Mondial, internatul Jeanne-d'Arc găzduiește un spital cu 40 de paturi, Spitalul auxiliar al Societății de ajutor pentru răniții militari (HASSBM) nr. 15, în timp ce colegiul Geoffroy-Saint-Hilaire devine Spitalul auxiliar al Asociației Doamnelor din Franța (HAADF) nr. 217.
În 1923, Henry Dresch înființează o fabrică în comună și produce motociclete acolo până în 1939.
Pe 19 martie 1931 are loc accidentul feroviar din Étampes, în care ultimele vagoane ale trenului rapid nr. 23 Paris - Hendaye deraiază la intrarea în gara din Étampes, în timpul trecerii peste un macaz. Accidentul provoacă zece morți și aproximativ patruzeci de răniți, în circumstanțe care nu au fost niciodată pe deplin elucidate.

##### Étampes și aviația
În 1909, Louis Blériot își pregătește traversarea Canalului Mânecii printr-un zbor de la Étampes la Chevilly. La scurt timp după aceea, el înființează, pe teritoriul comunei vecine Guillerval, o școală de aviație, lângă care Maurice Farman deschide și el una. O a treia școală este creată chiar în Étampes, pe drumul spre Chartres, fiind ulterior cumpărată de Armand Deperdussin. În timpul Primului Război Mondial, această școală de aviație militară din Étampes devine una dintre cele mai importante din Franța, alături de cele situate lângă Chartres, Châteauroux, Istres și Avord.
Étampes joacă un rol important în istoria aviației aflate la început de drum, fiind o adevărată pepiniere pentru piloți, deoarece numeroși aviatori din diverse țări vin aici să învețe să zboare, înainte de a răspândi în țările lor cunoștințele dobândite în aceste trei școli. Mai târziu, Marcel Bouilloux-Lafont, primar al orașului Étampes, devine director al companiei Aéropostale. Tot la Étampes, pe baza aeriană 251 Étampes-Mondésir, ia naștere Patrouille de France, inițial numită Patrouille d’Étampes. De asemenea, tot la Étampes sunt concepuți primii droni încă din 1923.
în timpul Primului Război Mondial, pe aerodromul Ville Sauvage, aviatorii belgieni își pot desfășura activitatea. În cel mai mare secret, Jules Védrines vine aici pentru a testa triplanul Astoux, însă avionul cu incidență variabilă se prăbușește într-un lan de grâu pe 31 august 1916, nereușind să se oprească.

#### Al Doilea Război Mondial
Pe 14 iunie 1940, în timpul retragerii haotice, o coloană de refugiați veniți din nordul Franței și din Paris, prinsă în ambuteiajele din centrul orașului, este crunt mitraliată. La scurt timp după aceea, și până în 1944, Étampes devine unul dintre cartierele generale ale Luftwaffe, ceea ce atrage asupra orașului – care era și un important nod feroviar – un bombardament devastator pe 10 iunie 1944. Acest atac provoacă moartea a 141 de locuitori și de zece ori mai mulți soldați germani. În timpul acestui raid de amploare, 108 bombardiere Lancaster și 9 avioane Mosquito ale RAF participă la atac, iar șase bombardiere sunt distruse.
Eliberat pe 22 august 1944, Étampes se află pe Drumul Libertății. Comuna Étampes a fost decorată cu Crucea de Război 1939-1945.

#### Din 1945 până în prezent
Pe 28 aprilie 1962, au loc atentate atribuite OAS (Organisation de l'Armée Secrète), vizând sediul ziarului comunist La Marseillaise de Seine-et-Oise și secția de poliție.
La 1 ianuarie 1968, după desființarea departamentului Seine-et-Oise, comuna Étampes este integrată în noul departament francez Essonne și își abandonează vechiul cod comunal, 78223.
Pe 27 iulie 2008, Étampes devine pentru prima dată oraș etapă al Turului Franței.
În noaptea de 14 spre 15 iulie 2020, pompierii din Étampes au fost victimele unei ambuscade în cartierul Vallée Collin, în fața stadionului Laloyeau. Un pompier a fost rănit la picior de un foc de armă. Pentru siguranța lor, pompierii au fost nevoiți să părăsească locul incidentului.

## Populația și societatea

### Date demografice
Evoluția numărului de locuitori este cunoscută prin recensămintele populației efectuate în comună începând din 1793. Pentru comunele cu mai puțin de 10 000 de locuitori, un recensământ al întregii populații este realizat la fiecare cinci ani, populațiile legale pentru anii intermediari fiind estimate prin interpolare sau extrapolare.
În 2022, comuna număra 26 601 locuitori, în creștere cu +8,92 % față de 2016 (Essonne: +2,89 %, Franța fără Mayotte: +2,11 %).
| An        | 1793  | 1821  | 1841  | 1851  | 1876  | 1886  | 1901  | 1921  | 1936   | 1962   | 1982   | 2006   | 2014   | 2022   |
| --------- | ----- | ----- | ----- | ----- | ----- | ----- | ----- | ----- | ------ | ------ | ------ | ------ | ------ | ------ |
| Populație | 7 027 | 7 693 | 7 968 | 8 083 | 7 840 | 8 461 | 9 001 | 9 925 | 10 610 | 13 515 | 19 386 | 22 568 | 24 503 | 26 601 |

## Cultură locală și patrimoniu

### Locuri și monumente

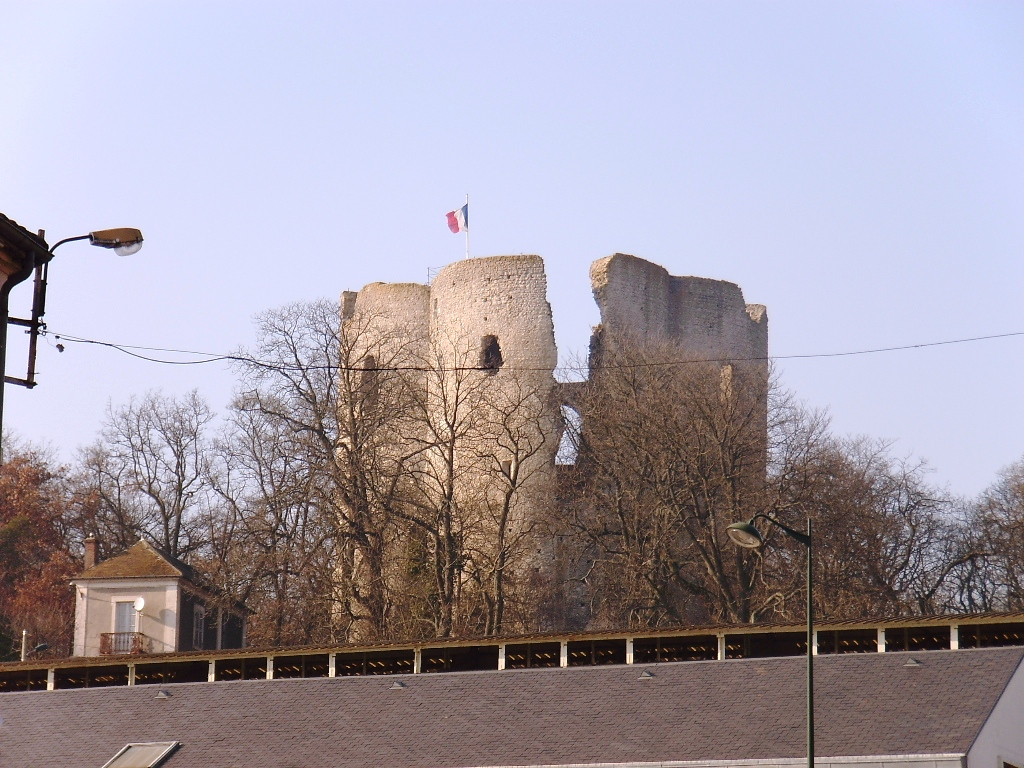
Turnul Guinette văzut din fața gării.

#### Arhitectură militară
Trecutul său regal și rolul său de fortăreață au lăsat la Étampes numeroase vestigii, printre care:
- Turnul Guinette, donjonul fostului castel regal, construit de Ludovic al VI-lea în secolul al XII-lea, simbol al orașului, clasat monument istoric din 1862[70];
- Turnul pătrat al Petit-Saint-Mars, datând probabil din secolul al XI-lea[71][72];
- Vestigiile fostelor ziduri de apărare ale Étampes, datând din secolele XIII-XIV, înscrise pe lista monumentelor istorice din 1968[73];
- Fortificațiile care completează zidurile precedente, construite în secolul al XVII-lea, cunoscute sub numele de fortificațiile cartierelor Saint-Pierre, Saint-Martin și Portereaux, ultimele fiind de asemenea înscrise pe lista monumentelor istorice din 1968[74].

#### Arhitectura religioasă
Étampes, capitală a unui comitat, apoi a unui ducat, a fost și un important centru religios pe via Turonensis. Multe edificii religioase s-au păstrat până astăzi, printre care:
- Biserica Notre-Dame-du-Fort, construită în secolele al XII-lea și al XIII-lea, clasificată monument istoric din 1840, alături de cloastrul său din secolul al XIV-lea și presbiteriul din secolul al XIX-lea[75];
- Fosta biserică Sainte-Croix, care se afla pe strada Sainte-Croix și a fost complet demolată la sfârșitul secolului al XIX-lea[76];
- Biserica Saint-Basile, datând din secolele al XII-lea și al XV-lea, clasificată monument istoric din 1862[77];
- Biserica Saint-Martin, construită în secolele al XII-lea și al XIII-lea, clasificată monument istoric din 1909, renumită pentru turnul său în stil renascentist[78];
- Biserica Saint-Gilles, construită în secolele al XII-lea, al XV-lea și al XVI-lea, clasificată monument istoric din 1970[79];
- Capela Notre-Dame-de-la-Trinité, situată în Gérofosse;
- Capela Saint-Jean-Baptiste, situată în Guinette;
- Fostul priorat din Étampes, înscris pe lista monumentelor istorice în 1931[80].

#### Arhitectura civilă
Economia prosperă a orașului, situat între Beauce și Paris, și bogăția notabililor săi au permis dezvoltarea unor echipamente precum mori, hoteluri și palate, dintre care multe s-au păstrat și astăzi și sunt, în mare parte, clasificate sau înscrise ca monumente istorice:
- Morile din Bourgneuf, Chauffour, Vaujouan și Vauroux;
- Hôtel-Dieu, creat în secolul al XVI-lea și modificat în mod regulat până în secolul al XIX-lea, înscris pe lista monumentelor istorice din 1988[81];
- Primăria, formată din fostele case Saint-Christophe și Treille, construită între secolele al XV-lea și al XVI-lea, remodelată în secolul al XIX-lea, înscrisă pe lista monumentelor istorice în 1982 și 1987[82];
- Hotelul cunoscut sub numele de Maison de l'Écu de Berry, datând din secolul al XVI-lea, renovat în secolele al XIX-lea și al XX-lea, găzduind astăzi sub-prefectura din 1819[83];
- Palatul de Justiție, construit în secolul al XIV-lea în zidurile unui fost palat capetian, înscris ca monument istoric în 1926, care păstrează o frescă remarcabilă din secolul al XIV-lea[84];
- Teatrul, construit de arhitectul Gabriel Davioud între 1851-1852, datorită unei subscripții publice, înscris ca monument istoric în 1982[85];
- Colegiul Guettard, fost spital Saint-Antoine în secolul al XIII-lea, transformat în secolul al XVII-lea în mănăstire, reamenajat în colegiu de arhitectul Joseph Auguste Émile Vaudremer în 1885[86];
- Hotelul cunoscut sub numele de Anne de Pisseleu, construit de fapt în 1538 de către Jean Lamoureux, colector de taxe al comitatului, clasificat monument istoric din 1926[87];
- Hotelul cunoscut sub numele de Diane de Poitiers, construit în 1554 de Esprit Hattes[88], colector al domeniului comitatului, remodelat în secolul al XIX-lea, înscris ca monument istoric în 1926, devenit muzeul din Étampes[89];
- Hotelul Saint-Yon, construit în secolul al XVI-lea și remodelat în secolul al XIX-lea, înscris ca monument istoric în 1926[90];
- Castelul Petit-Saint-Mars, construit în secolul al XVII-lea, transformat în azil pentru vârstnici;
- Castelul Valnay, construit în secolul al XVIII-lea, devenit în prezent sală municipală și centru asociativ;
- Castelul Vauroux, construit în 1873, mărturie a prosperității îndelungate a notabililor orașului;
- Cinematograful La Rotonde, proiectat de arhitectul Édouard Lardillier și inaugurat în 1952;
- Complexul rezidențial Croix de Vernailles, construit în 1967 de arhitectul Jean Ginsberg;
- Structurile bazei regionale de agrement, care continuă să îmbogățească patrimoniul arhitectural al comunei.

### Personalități
- Ingeborg a Danemarcei (1175-1236), regină a Franței, a fost ținută în arest la domiciliu timp de mulți ani la Étampes, probabil în așa-numitul Palat capetian, mai degrabă decât în donjon, cum se afirmă de obicei.
- Blanche a Castiliei (1188-1252), regină a Franței, a fost prima doamnă a acestui loc.
- Ludovic de Évreux,  (1276-1319), a fost primul conte al acestui loc.
- Carol de Évreux, (1305-1336), a fost conte al acestui loc.
- Arthur al III-lea al Bretaniei (1393-1458) a revendicat acest comitat.
- Richard de Bretagne (1395-1438), a revendicat acest comitat.
- Francisc al II-lea al Bretaniei (1435-1488) a revendicat acest comitat.
- Diane de Poitiers (1499-1566), favorita lui Henric al II-lea, a fost a doua ducesă a acestui loc începând din 1553.
- Gabrielle d'Estrées (1570-1599), favorita lui Henric al IV-lea, a fost ducesă a acestui loc și strămoașa celei de-a doua familii de Vendôme, care a deținut ducatul după ea.
- François Ravaillac (1578-1610), asasinul lui Henric al IV-lea, a luat decizia definitivă de a comite regicidul la Étampes, în timp ce se întorcea spre orașul său natal.
- César de Vendôme (1594-1665), fiul lui Henric al IV-lea și al Gabriellei d'Estrées, a fost duce al acestui loc.
- Ludovic al II-lea de Vendôme (1612-1669) a fost duce al acestui loc.
- Ludovic-Joseph de Vendôme (1654-1712) a fost duce al acestui loc.
- Jean-Étienne Guettard (1715-1786), doctor în medicină, savant, naturalist, botanist, mineralog și unul dintre fondatorii manufacturii de la Sèvres, s-a născut aici. A fost, printre altele, primul care a înțeles că munții din Auvergne sunt foști vulcani.
- Louis Philippe d'Orléans (1747-1793), numit Philippe Égalité, a fost ultimul senior și duce al acestui loc.
- Étienne Geoffroy Saint-Hilaire (1772-1844), naturalist și fondator al menajeriei de la Jardin des Plantes din Paris, s-a născut aici, la nr. 3 de pe strada Henri Tessier. Numele său a fost atribuit unei piețe (ornată cu statuia sa din 1857), unei avenue și liceului polyvalent din Étampes. De asemenea, o stradă din Paris, situată în apropierea Jardin des Plantes, îi poartă numele.
- Marie Boivin (1773–1841), moașă și autoare de lucrări de obstetrică, a primit aici învățătura din partea unor călugărițe.
- Victor Hugo (1802-1885), scriitor, a locuit aici pentru o vreme.
- Isidore Geoffroy Saint-Hilaire (1805-1861), fiul lui Étienne, naturalist, fondator al Société impériale zoologique d'acclimatation și al Jardin d'acclimatation din Bois de Boulogne, s-a născut aici. Este considerat un precursor al geneticii moderne.
- Félix Giacomotti (1828-1909), pictor de origine italiană, laureat al Prix de Rome în 1854, a locuit aici și este înmormântat în acest loc.
- Édouard Béliard (1832-1912), pictor, a fost primar al acestui loc și a murit aici.
- Eugène Turpin (1848-1927), chimist, a fost încarcerat aici în anul 1893.
- Louise Abbéma (1853-1927), pictoriță renumită și prietenă apropiată a Sarah Bernhardt, s-a născut aici.
- Anatole Le Braz (1859-1926), scriitor de limbă bretonă, a predat aici.
- Jean-Louis Bory (1919-1979), scriitor și jurnalist, a studiat aici.
- Jean Duvignaud (1921-2007), scriitor și sociolog, a predat aici.
- Georges Perec (1936-1982), scriitor, a studiat aici.
- Michel Crépu (n. 1954), scriitor, s-a născut aici.
- Ibrahim Maalouf (n. 1980), muzician, a studiat aici.
- Yacouba Sylla, fotbalist internațional malian, s-a născut la Étampes în 1990.
- Romain Bouteille (1937-2021), actor francez, a locuit aici timp de aproximativ douăzeci de ani în ultima parte a vieții sale și a condus un café-théâtre.

## Înfrățiri
- Germania – Borna - din 2000